# Shiloh Fernandez
Shiloh Thomas Fernandez (Ukiah, 26 de fevereiro de 1985) é um ator e modelo americano. Ele é mais conhecido por seus papéis nos filmes Deadgirl (2008), Red Riding Hood (2011) e Evil Dead (2013; bem como no jogo de 2022).
Em 2014, participou do videoclipe da canção "The Heart Wants What It Wants" da cantora Selena Gomez.